# Seibertshofen
Seibertshofen ist ein Gemeindeteil des Marktes Lupburg im Landkreis Neumarkt in der Oberpfalz.

## Geografie
Seibertshofen liegt im Tal der Schwarzen Laber, die unmittelbar östlich des Ortes eine Flussschleife bildet. Das Dorf liegt 27 Kilometer südöstlich der Stadt Neumarkt in der Oberpfalz sowie eineinhalb Kilometer südöstlich von Lupburg.

## Geschichte
Die Bayerische Uraufnahme zeigt Seibertshofen in den 1810er Jahren als kleines Dorf, das aus einem knappen Dutzend Herdstellen besteht. Im Jahr 1970 hatte das Dorf 55 Einwohner. Bis 1972 gehörte Seibertshofen zur Gemeinde See, dann wurde es zusammen mit dieser Kommune in den Markt Lupburg eingemeindet. Im Jahr 1987 lebten 56 Einwohner in Seibertshofen.